# 아라비안 마우
아라비안 마우(Arabian Mau)는 길고양이의 일종으로, 아라비아 반도의 사막에 서식하는 짧은 털의 사막고양이에서 유래했다. 그것은 아라비아 반도의 거리와 사막에서 살고 있고 극단적인 기후에 매우 잘 적응했다. 아라비안 마우는 세계 고양이 연맹(WCF)과 에미리트 고양이 연맹(EFF)에 의해 공식 품종으로 인정받고 있다. 아라비아 마우는 완전 자연 품종이다.
몸집은 중간 정도이고, 몸 구조는 크고 단단하며, 특별히 가늘지는 않으며, 근육 구조가 발달되어 있다. 다리는 비교적 길고, 발은 타원형이다.
머리는 둥글게 보이지만, 위아래로 약간 길다. 코는 옆모습으로 볼 때 약간 오목하게 구부러져 있다. 턱은 매우 단단하고 견고하게 생겼다. 눈은 약간 타원형이고, 크고 약간 기울어져 있다. 고양이는 평범한 고양이 눈 색깔을 가지고 있을 수 있다. 눈과 털 색 사이에는 아무런 관계가 없다. 보통, 아라비안은 밝은 녹색 눈을 가지고 있다. 귀는 크고, 약간 앞쪽으로 치우쳐 있고, 약간 길며, 두개골에 높이 붙어 있다.
꼬리는 보통 중간 길이이고, 끝이 약간 가늘다.
털은 짧고 털 끝은 몸에 거의 붙어 있다. 속털을 가지고 있지 않다. 비단결은 아닐지 몰라도 눈에 띄게 광택이 난다.
아라비안은 저알레르기성 고양이는 아니지만, 탈모 및 황달 생성의 낮은 경향은 가벼운 알레르기를 가진 사람들에게서 더 적은 반응을 일으킬 수 있다

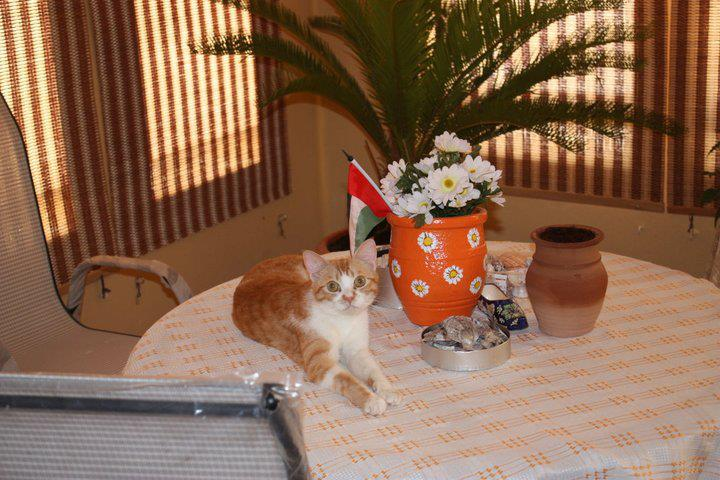
두색털 암컷 아라비안 마우

## 같이 보기
- 이집션 마우